# Oxfordskor

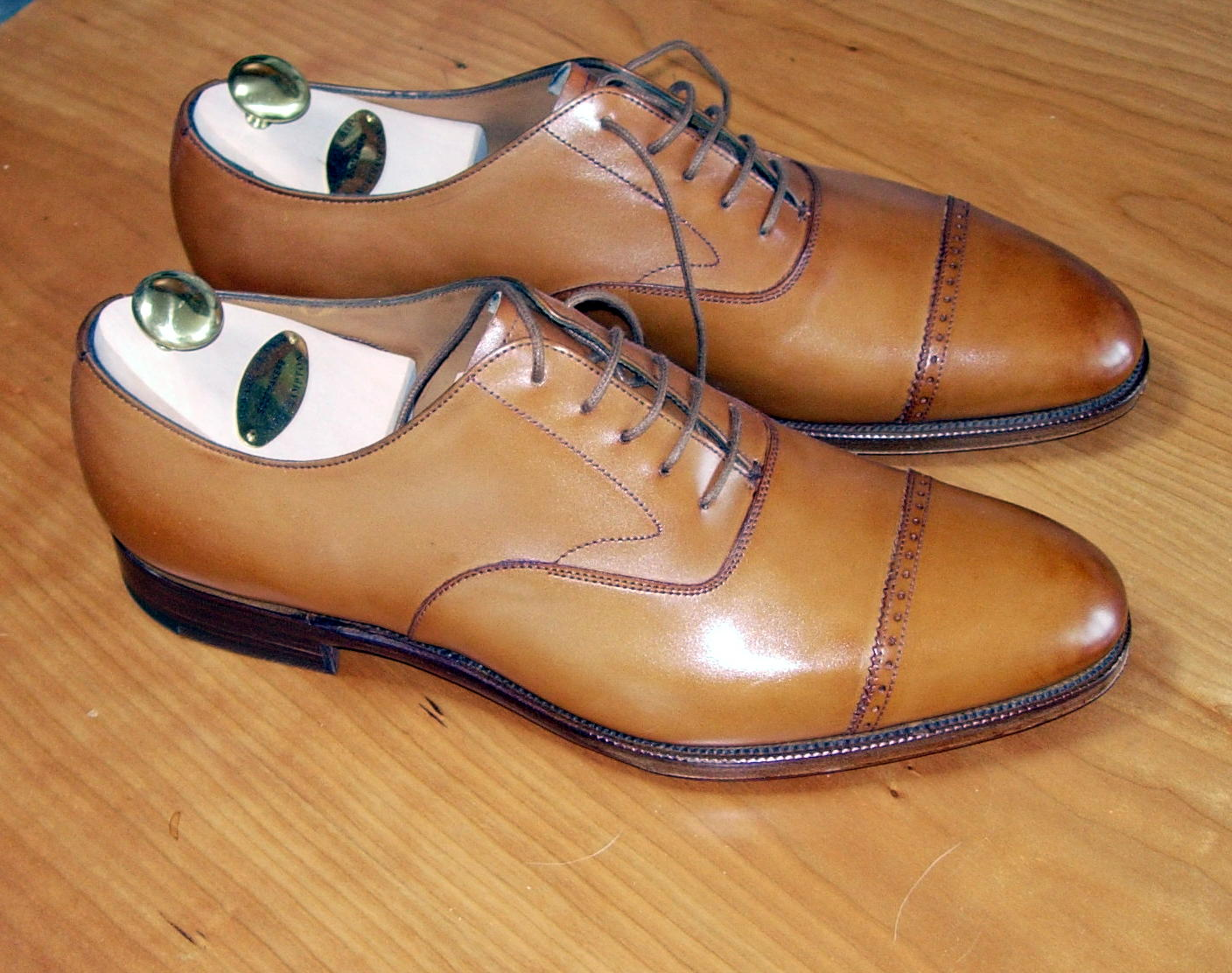
En oxfordsko med skoblock för att bibehålla skons form.

Oxfordskor är herrskor med så kallad sluten snörning. De kan vara helskurna eller sammansatta av sammansydda delar. Oxfordskon, i svart, bourgognefärg eller brunt, anses vara formell och bärs oftast till kostym. Mindre formella varianter finns, med broguemönster eller i andra färger än ovan nämnda.
Svarta oxfords är vad som påbjuds till klädkoden mörk kostym, medan oxfords i lack används till frack eller smoking. Till jackett går bägge alternativen bra.
Sluten snörning innebär att lädret i snörningen på bägge sidor går ihop längst fram, så att ett "V" formas. Vid öppen snörning utformar lädret i stället två flikar, från sidorna, som inte är fastsydda längst fram.